# 多久駅
多久駅（たくえき）は、佐賀県多久市北多久町大字小侍にある、九州旅客鉄道（JR九州）唐津線の駅である。

## 歴史
- 1899年（明治32年）12月25日：唐津興業鉄道（後唐津鉄道）莇原駅（あざみばるえき）として開業[2]。
- 1934年（昭和9年）4月1日：多久駅（たくえき）に改称[2]。
- 1983年（昭和58年）9月30日：駅員無配置駅となる[3]。
- 1987年（昭和62年）4月1日：国鉄分割民営化に伴い、JR九州に移管[2]。
- 2008年（平成20年）1月27日：周辺の土地区画整理事業の一環として移転し、橋上駅舎化[4]。旧駅舎・線路（新駅北側）及び便所撤去が始まる。
- 2014年（平成26年）8月6日：多久市まちづくり交流センター「あいぱれっと」が駅前にオープン[5]。
- 2020年（令和2年）3月14日：終日無人駅化[6][7]。

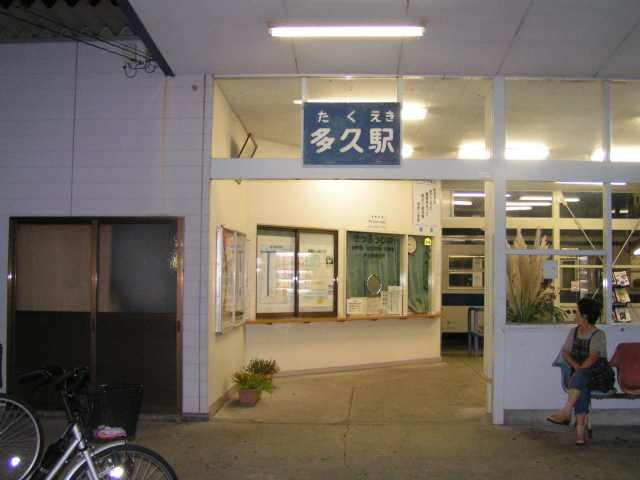
旧駅舎の駅入口（2006年8月）
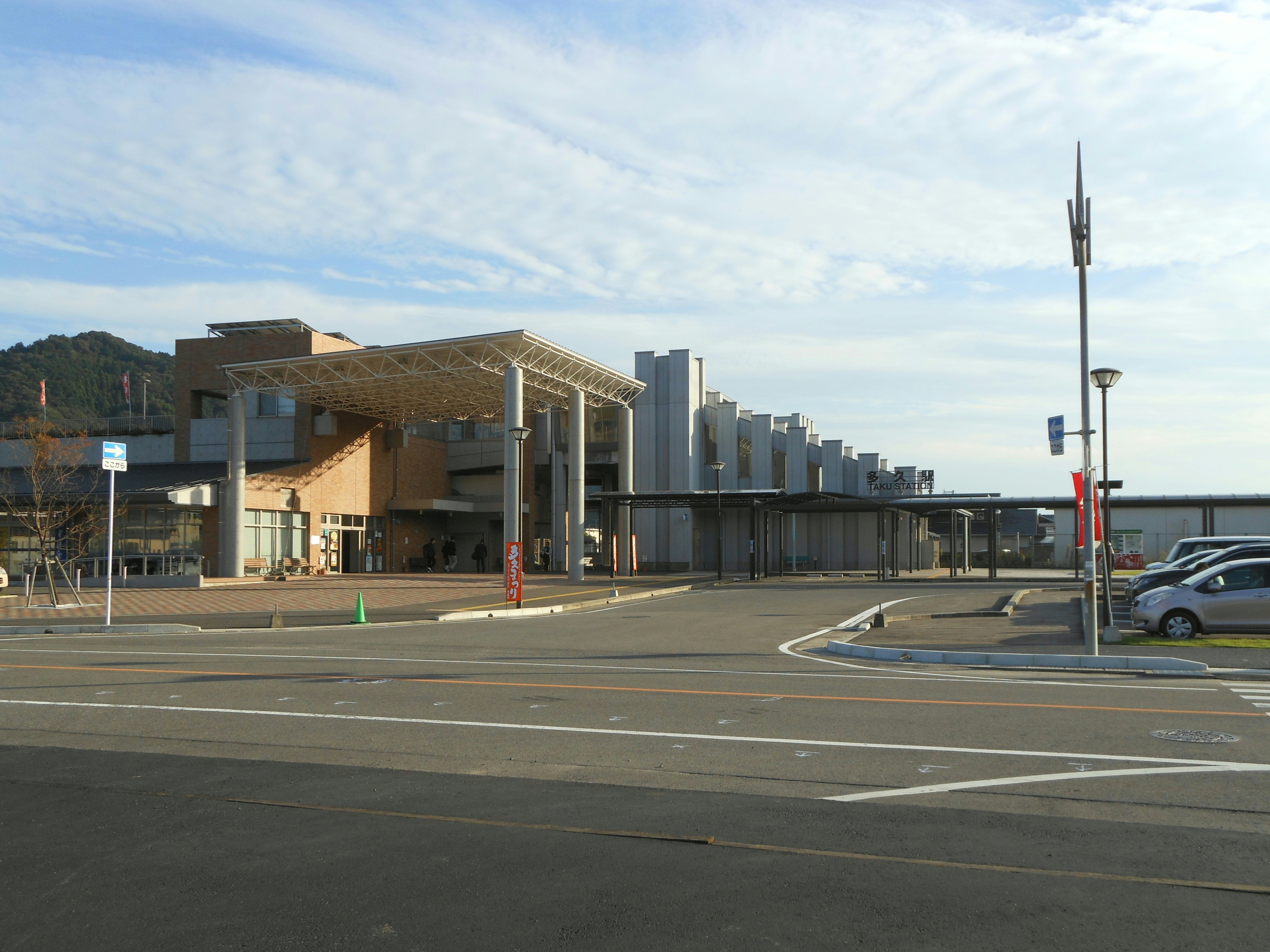
北口駅舎（2016年10月）

## 駅構造
島式ホーム1面2線を有する地上駅で橋上駅舎を備える。折返し可能な構造で、原則は上り1番のりば、下り2番のりばであるが夕方の通勤通学時における当駅発着列車もあるため例外も多い。エレベーターが3基（北口、南口、改札⇔ホーム）設置されている。無人駅。

### のりば
| 番線 | 路線    | 方向 | 行先             |
| ---- | ------- | ---- | ---------------- |
| 1・2 | ■唐津線 | 下り | 唐津・西唐津方面 |
| 1・2 | ■唐津線 | 上り | 佐賀方面         |

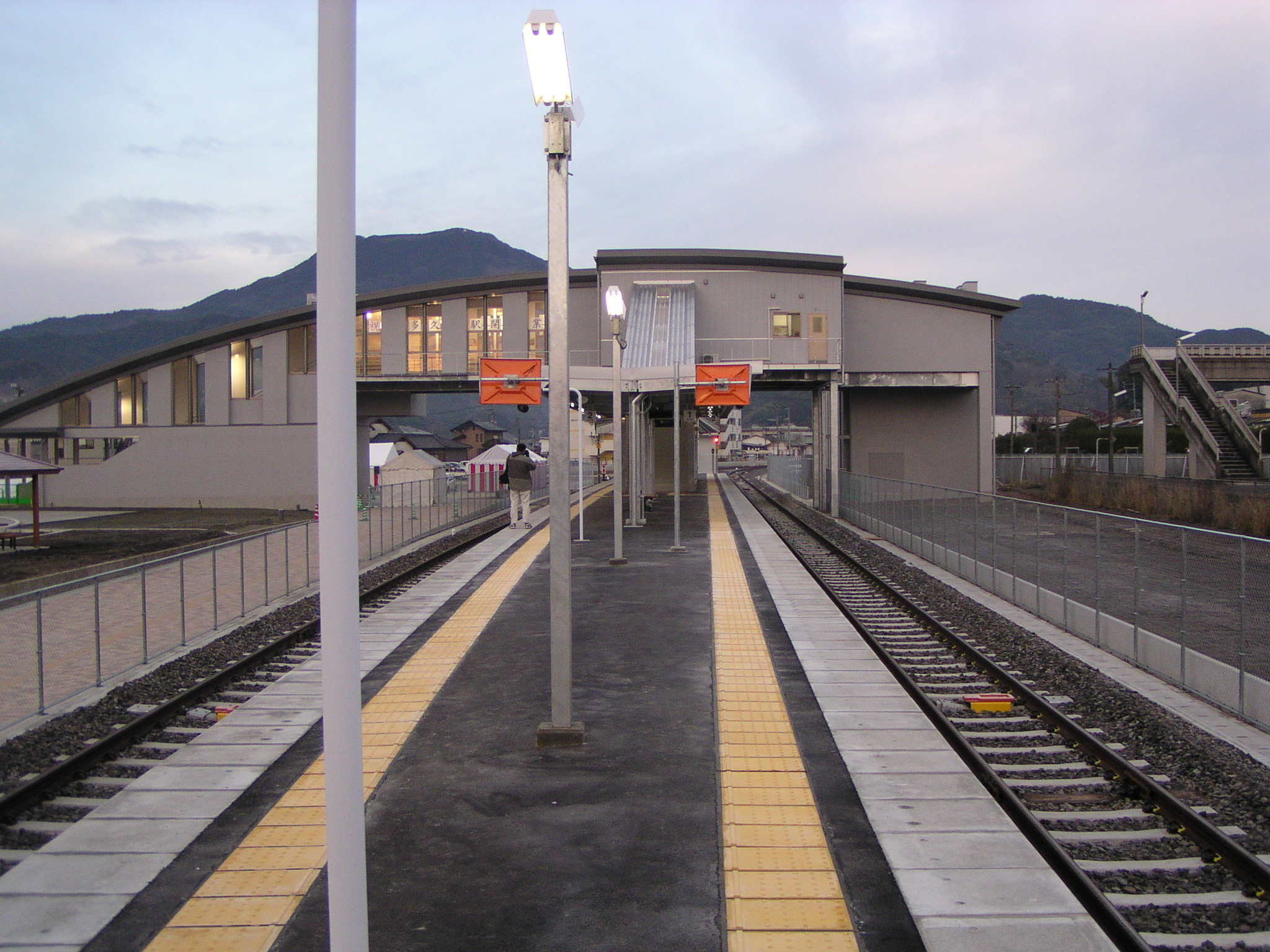
ホーム（2008年1月）

### 駅の移転
1994年（平成6年）から駅周辺で進められている土地区画整理事業の一環として、2008年（平成20年）1月27日に新駅に移転した。
現在、駅周辺の道路拡張工事が行われるなど、土地開発が進んでいる。旧駅舎のあった場所は更地になり、旧軌道はほぼ全て撤去が完了している。

### 周辺整備
名店街の取り壊しが2009年（平成21年）1月31日に終了した。また、昭和バス多久発着所は旧駅ロータリー周辺に建設される予定である。

## 利用状況
2019年度の1日平均乗車人員は339人である。
| 年度   | 1日平均 乗車人員 |
| ------ | ---------------- |
| 2000年 | 431              |
| 2001年 | 422              |
| 2002年 | 386              |
| 2003年 | 383              |
| 2004年 | 374              |
| 2005年 | 352              |
| 2006年 | 360              |
| 2007年 | 353              |
| 2008年 | 365              |
| 2009年 | 348              |
| 2010年 | 343              |
| 2011年 | 317              |
| 2012年 | 308              |
| 2013年 | 352              |
| 2014年 | 355              |
| 2015年 | 375              |
| 2016年 | 360              |
| 2017年 |                  |
| 2018年 | 348              |
| 2019年 | 339              |

## 駅周辺

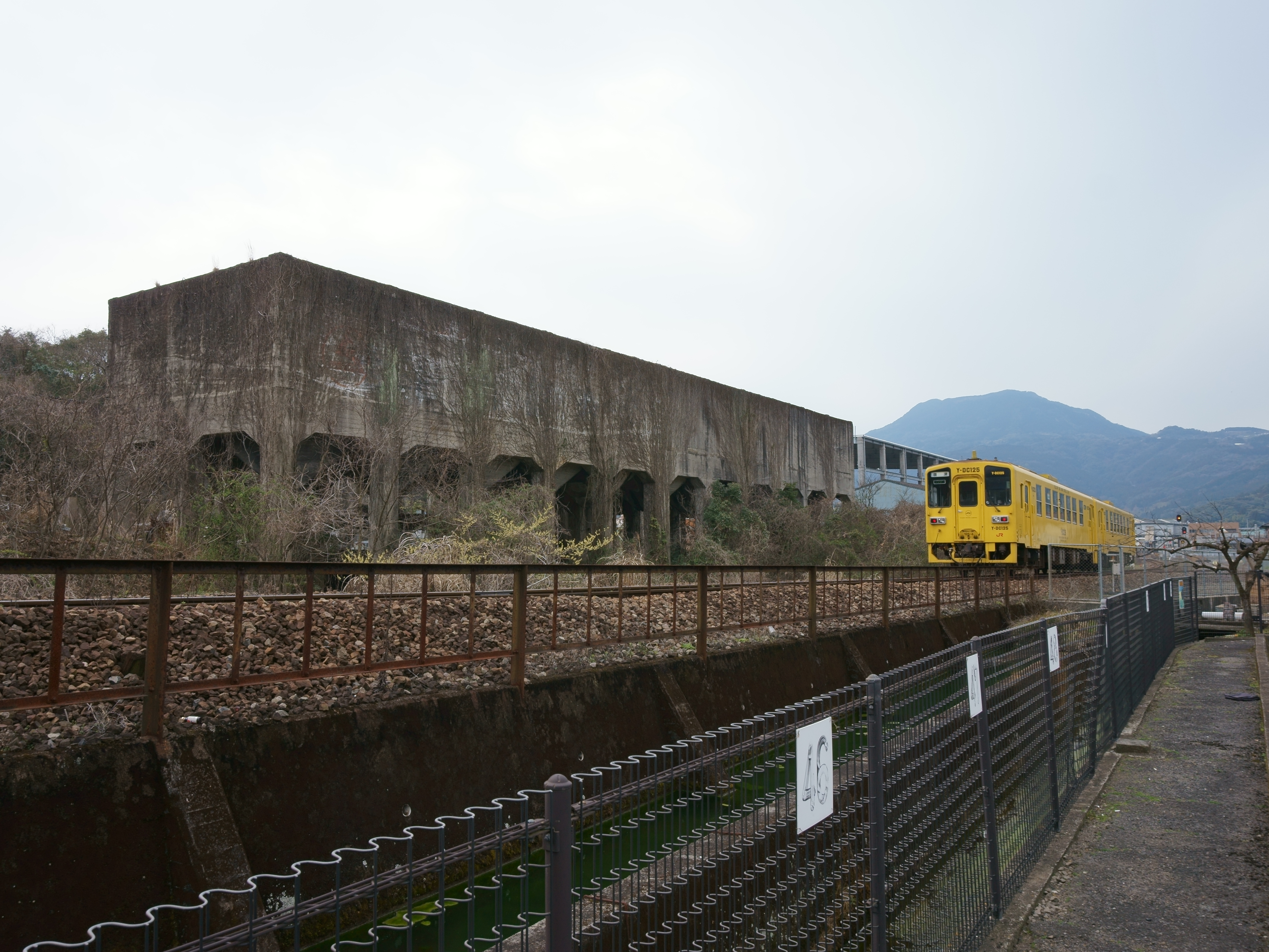
旧古賀山炭鉱のコンクリート製ホッパー

住宅は多いが、隣駅の中多久と比べると商工業の方が多く、駅前には商店街もあった。多久市役所は当駅では無く、中多久が最寄り駅である。駅の北側に24時間駐車可能な市営駐車場がある。駅東側線路沿いには、1968年に閉山した三菱古賀山炭鉱のコンクリート製ホッパー（貨車に石炭を積込むための施設）が残っている。
- 北多久郵便局
- 佐賀銀行多久支店
- 佐賀共栄銀行多久支店
- 天徳寺
- 多久聖廟
- 西渓公園
- まちづくり交流センター「あいぱれっと」 - ホール、会議室、図書ラウンジ、多目的広場などを備える。
  - 多久市ふるさとハローワーク
  - 村岡屋あいぱれっと店
  - インテリア雑貨「SCOL&S」
  - でんでんカフェ
  - 高齢者福祉相談所「てんじゅ」
- 国道203号

### バス路線
駅北側ロータリー内に「多久駅北口」バス停がある。
- 昭和バス
  - 本多久 → 北方大崎 → 高橋駅前 → 武雄温泉駅前 → 武雄高校前 → 竹下町
  - 厳木 → 相知 → 山本 → 大手口
  - 多久市役所 → 小城 → 徳万 → 医療センター好生館 → 佐賀駅バスセンター
  - 多久市役所
- ふれあいバス - 全線
  - 東多久立山線
  - 西多久納所線
  - 南多久岸川線

## 隣の駅
九州旅客鉄道（JR九州）
■唐津線
中多久駅 - 多久駅 - 厳木駅